# Karine Kazinian
Karine Kazinian (née Kroyan) (arménien : Կարինե Լորիսի Ղազինյան (Կրոյան) ; 8 janvier 1955 – 6 décembre 2012) a été ambassadrice d'Arménie au Royaume-Uni.

## Biographie
Karine Kazinian est diplômée de l'université d'État d'Erevan en 1977. Elle travaille dans les ambassades soviétiques au Portugal, en Afrique[Où ?], et en Roumanie. 
Elle est nommée vice-Ministre des Affaires Étrangères de l'Arménie en 2009. Le 8 septembre 2011, elle devient ambassadrice au Royaume-Uni.
Elle est décorée de la Armenian Medal of Mkhitar Gosh et Romanian Grand Cross Order for Merit. 
Elle meurt en 2012.
Elle est mère d'une fille et un fils.